# Зелені Карпати (журнал)
Зеле́ні Карпа́ти — всеукраїнський науково-популярний екологічний журнал, заснований 1994 року. Журнал друкує статті з питань вивчення флори і фауни, економіки, геології, гідрології, клімату Карпатського регіону, а також розвитку тут заповідної справи і рекреації. Додатково журнал містить сторінки з новелами, віршами, коломийками.

## Засновники
Карпатський біосферний заповідник і Міністерство охорони навколишнього природного середовища України.

## Видавці
Карпатський біосферний заповідник і Держуправління екології та природних ресурсів у Закарпатській області.